# Оксфорды

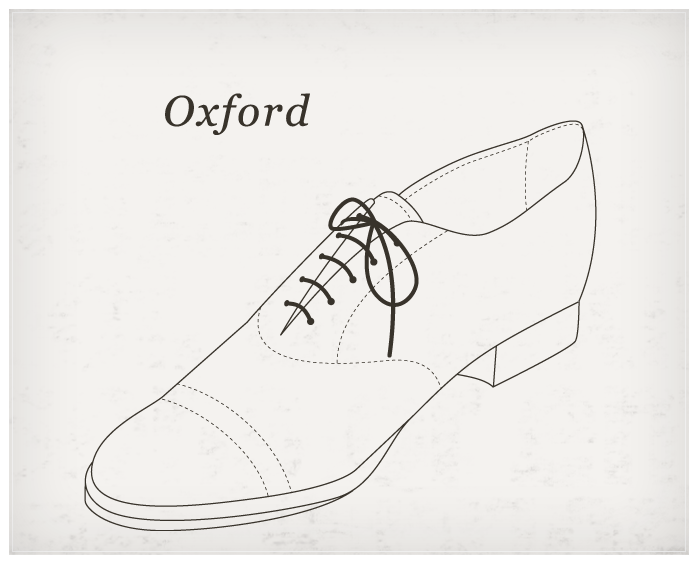
Оксфорды

Оксфорды — вид обуви, который характеризуется «закрытой» шнуровкой, где союзка нашита поверх берцов — в противоположность с дерби. То есть две стороны (берцы), стянутые шнурком, пришиваются под передней частью ботинка (союзка) и смыкаются поверх язычка, пришитого снизу, под шнуровкой. Боковые части, так называемые берцы, пристрочены к передней части обуви в виде буквы «V». Оксфорды могут иметь в себе наличие перфорации. Если этот элемент присутствует, такие туфли называются оксфорды броги (полуброги, четвертные броги).

## История
Предком оксфордов являются «балморалы», вошедшие в моду в Британии и названные в честь королевского замка Балморал в Шотландии. Эту обувь носили ещё в XVIII веке. Их предшественниками были оксфордские полусапоги, которые были на пике моды в Оксфордском университете в 1800 г. В США оба названия — «оксфорды» и «балморалы» — синонимы. В Британии балморалы считаются разновидностью оксфордов: в них отсутствует прострочка, проходящая по ранту ботинка.
Классические оксфорды шили из гладкой кожи, но сейчас их также делают из лакированной кожи, замши и различных комбинаций материалов. Классическими цветами оксфордов являются чёрный и коричневый. Ряд фирм, издавна занимающихся обувным производством, выпускают оксфорды и сегодня, среди них Santoni, Edward Green, Crockett & Jones, Wolverine, Cheaney и Barrett.
В 1920-х годах оксфорды впервые надели женщины. В 2010 году на волне повальной моды на британский стиль, особенно среди молодежи, в России стала популярна и носится по сей день вариация оксфордов для женщин. Их делают из кожи и кожезаменителя, замши и даже обшивают пайетками, заклепками; оксфорды бывают на плоской подошве и высоком каблуке; лакированные и матовые.

## Правила ношения
Оксфорды считаются самой строгой и официальной обувью. Наиболее формальным вариантом оксфордов является чёрная модель без декораций и перфорации. Их принято надевать к фраку, смокингу или «протокольному» классическому костюму.
Интерпретацию оксфордов для женщин допускается носить с чем угодно, вплоть до юбок.

## Галерея

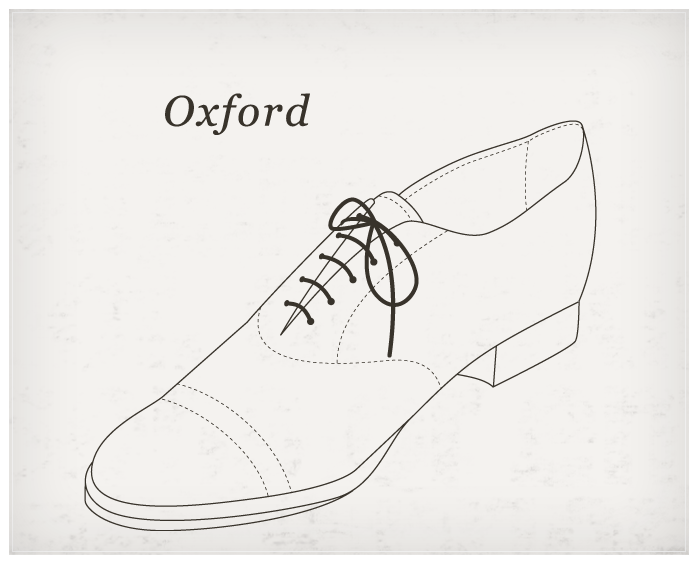
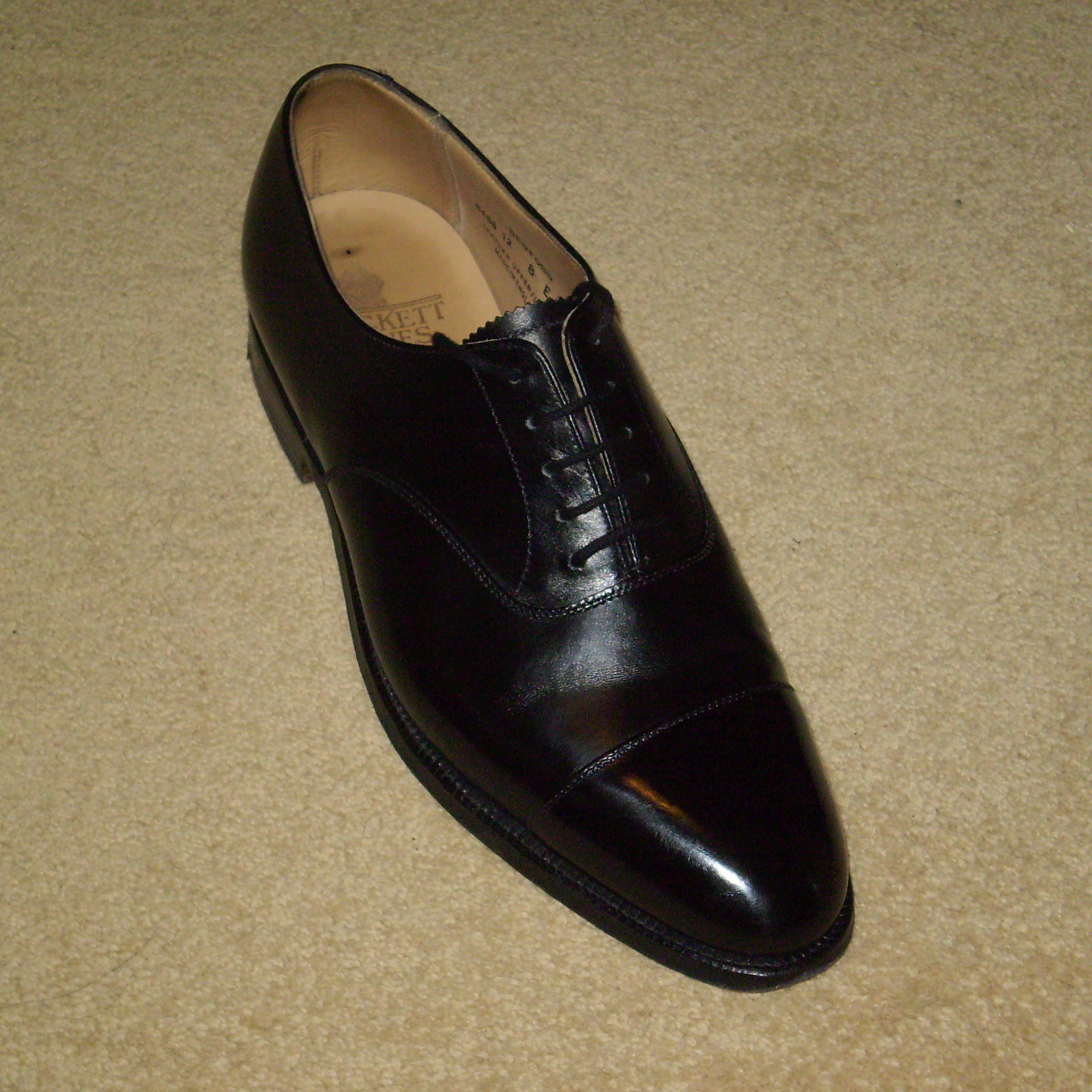